# Марлі (Фрібур)
Марлі (фр. Marly) — громада  в Швейцарії в кантоні Фрібур, округ Сарін.

## Географія
Громада розташована на відстані близько 29 км на південний захід від Берна, 3 км на південь від Фрібура.
Марлі має площу 7,7 км², з яких на 30,7% дозволяється будівництво (житлове та будівництво доріг), 35,3% використовуються в сільськогосподарських цілях, 29,7% зайнято лісами, 4,3% не є продуктивними (річки, льодовики або гори).

## Демографія
2019 року в громаді мешкало 8138 осіб (+7,4% порівняно з 2010 роком), іноземців було 28,9%. Густота населення становила 1054 осіб/км².
За віковим діапазоном населення розподілялося таким чином: 21,7% — особи молодші 20 років, 57,8% — особи у віці 20—64 років, 20,5% — особи у віці 65 років та старші. Було 3360 помешкань (у середньому 2,4 особи в помешканні).
Із загальної кількості 2913 працюючих 15 було зайнятих в первинному секторі, 590 — в обробній промисловості, 2308 — в галузі послуг.